# Mnemotechniek
Mnemotechniek of geheugenkunst is reeks van methoden van memorisering. Dat kunnen namen of gezichten van mensen, jaartallen, boodschappenlijsten of stukjes tekst zijn. Gegevens die geen structuur hebben of een structuur die te ingewikkeld is, kunnen beter uit het hoofd geleerd worden als er een alternatieve structuur mee kan worden geassocieerd.

## Methodes
Enkele methodes om het onthouden van dingen te vergemakkelijken zijn:

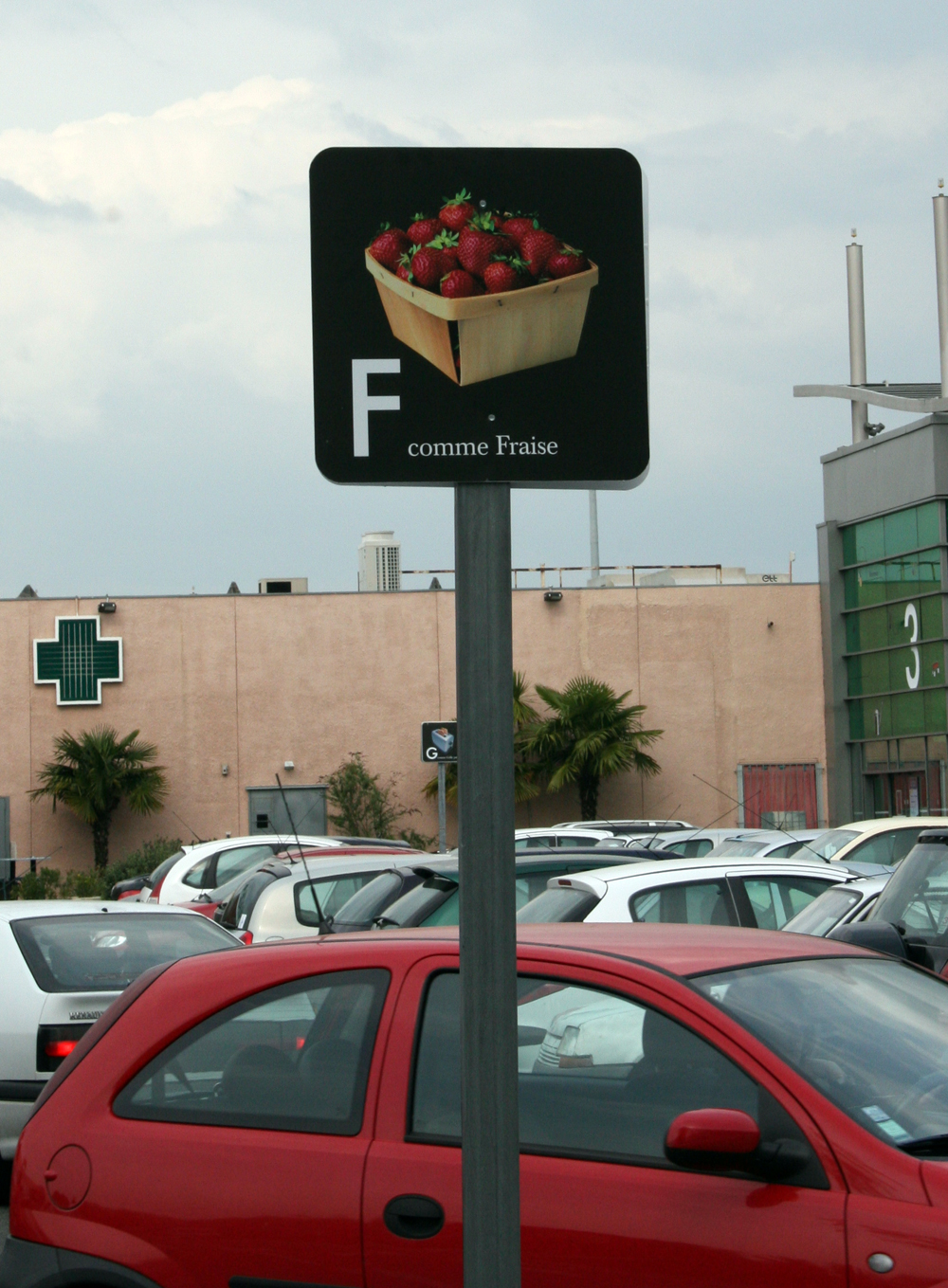
Een voorbeeld van visuele mnemotechniek

- De plaatsmethode, ook bekend als method of loci of geheugenpaleis: door middel van een virtuele wandeling. Als voorbeeld een boodschappenlijstje: de gebruiker beeldt zich in dat hij voorwerpen op een te onthouden boodschappenlijst moet zetten; hij wandelt door zijn huis en legt ze op de denkbeeldige route: een stokbrood aan de voordeur, een fles wijn op de salontafel, kaas in de keuken enzovoort. Als op een later tijdstip deze weg opnieuw in de verbeelding wordt afgelegd, zullen deze voorwerpen worden herinnerd. Hoe vreemder de combinatie, des te makkelijker zal iets herinnerd worden (melk + toilet associeert makkelijker dan melk + keuken). Dit is een methode die vroeger door Latijnse redenaars, maar ook nu bij geheugenwedstrijden wordt gebruikt. De term geheugenpaleis verwijst naar Simonides van Keos. Hij kon na de instorting van een paleis de doden identificeren doordat hij zich herinnerde waar ze aan de dis hadden gezeten.
- De taalmethode (natural language mediators): door middel van ritme en muziek. De gebruiker maakt een versje of liedje met de zaken die onthouden moeten worden; bijvoorbeeld een acroniem voor de kleuren van de regenboog (roggbiv), een versje van het alfabet (A is een aapje, dat eet uit zijn poot. B is de bakker, ...), associatie van een persoonsnaam met een eigenschap van die persoon. Deze laatste methode wordt vaak in de reclame gebruikt om de consument een merknaam te laten onthouden (Iedereen komt als je Leo roept ...).
- Een manier om lange stukken tekst uit het hoofd te leren, is door deze op muziek te zetten. Veel mensen die de koran of tenach gedeeltelijk of geheel uit hun hoofd kennen, zingen de tekst; het cantileren. In het basisonderwijs wordt het alfabet als een liedje gezongen om zo de volgorde van de letters in te prenten.
- Voor het onthouden van gezichten en de bijbehorende namen zijn technieken ontwikkeld. Bij het onthouden van gezichten wordt nadruk gelegd op veranderlijke en opvallende kenmerken, zoals snorren, baarden en kapsel.
- Het fonetisch numeriek mnemotechnisch systeem: door aan ieder cijfer een klank toe te kennen kunnen getallen omgezet worden in woorden. Deze woorden kunnen dan via andere geheugentechnieken zoals de plaatsmethode onthouden worden. Een vroeg voorbeeld van dit systeem is beschreven door Johann Just Winckelmann.

## Geschiedenis
Als de grondlegger van de geheugenkunst wordt vaak de Griekse dichter Simonides van Keos genoemd. Na de instorting van een feestzaal waar hij aanwezig was, wist hij de onherkenbare lichamen te identificeren, omdat hij zich herinnerde op welke plek iedereen zat.:57
De geheugenkunst stond in de klassieke oudheid hoog aangeschreven. Cicero beschouwde een goed geheugen als een belangrijke eigenschap voor een goed redenaar en behandelde de geheugenkunst in zijn traktaat De oratore. Met de inname van Rome door de Vandalen in 455 n. Chr. kwam er een einde aan de glorietijd van de klassieke geheugenkunst. Tijdens de Middeleeuwen werd de kunst van het onthouden vooral toegepast voor religieuze doeleinden, om bijvoorbeeld heiligen in gedachten te houden.:58 In de Renaissance leefde de geheugenkunst opnieuw op. Het bekendste geheugenleerboek uit deze periode is de Phoenix uit 1491 van Petrus van Ravenna. Hierin adviseerde hij zijn lezers om een kerkgebouw dat ze goed kenden, te gebruiken voor de plaatsmethode. Ook de 16e-eeuwse Italiaanse vrijdenker Giordano Bruno schreef verschillende boeken over het geheugen. De verbreiding van de boekdrukkunst zorgde er mede voor dat de belangstelling voor de mnemotechniek afnam.

## Kampioenschappen
In de tweede helft van de 20e eeuw was er sprake van een herwaardering van de geheugenkunst. Dit is in belangrijke mate toe te schrijven aan Tony Buzan, auteur van onder meer het in 1974 verschenen boek Use Your Head, In 1991 organiseerde Buzan in Londen de eerste wereldkampioenschappen geheugensport. De Amerikaanse schrijver/journalist Joshua Foer doet in zijn boek Het Geheugenpaleis verslag van zijn poging zich te bekwamen in de geheugenkunst. Dat resulteerde in 2006 in het winnen van het Amerikaanse kampioenschap geheugensport. Een van de recente winnaars van kampioenschappen geheugensport in teamverband is de aan de Radboud Universiteit Nijmegen verbonden neurowetenschapper Boris Konrad.